# Rydefors glasbruk
Rydefors glasbruk var ett glasbruk i Rydefors, Älghults socken, Uppvidinge kommun, i drift från 1888 till 1970.
Rydefors glasbruk ligger på byn Bockaskruvs ägor och hade en föregångare i Bockaskrufs glasbruk, som var i drift 1863–1888 och låg 500 meter nordöst om Rydefors glasbruk. Bockaskruf var ett av Smålands första renodlade buteljglasbruk. Bruket startades av tre bröder Gotfrid, Kondrad och Emil Berg. Deras far hade tidigare varit hyttmästare vid Wentzelholms glasbruk och själva hade de arbetat på Johanstorps glasbruk men tillsammans med övriga buteljglasblåsare råkat i konflikt med fabriksledningen och valde då att starta ett eget glasbruk. 
Det nya glasbruket i Rydfors startades av den ene brodern Gottfrid Berg. Konflikter med Jonas Welander som ägde Bockaskruv med kringliggande marker gjorde dock att man valde att lägga ned verksamheten och 1888 starta på nytt i Rydefors där man köpt loss ett stycke mark och inte längre var beroende av att nyttja bostäder och affär på Bockaskruvs marker. Brodern Konrad hade då redan avlidit i en drunkningsolycka och brodern Emil avled kort därefter, och Gotfrid Berg blev ensam ägare av glasbruket. Gottfrid Berg avled 1903 och bruket övertogs då av hans son Julius Berg. På grund av skulder tvingades han dock sälja glasbruket till De Svenska Kristallglasbruken som lade ned verksamheten. 
1912 köptes Rydefors glasbruk av Gustaf Meijer och hans svåger Klaes Johansson. Båda hade tidigare arbetat på Idesjö glasbruk. Johansson avled 1915 och Meijer drev det därefter vidare ensam. 1914 uppfördes en ny hyttbyggnad och 1915 installerades en Iföugn med effektivare uppvärmning. Under Bergs tid vid Rydefors hade bruket enbart tillverkat buteljer, 1912 breddades dock produktionen till att även omfatta bland annat hushållsglas. 1918 upphörde dock den tillverkningen och man kom att satsa på främst flasktillverkning, särskilt tillverkades mindre medicinflaskor. 1931 införskaffades en halvautomatisk maskin för flasktillverkningen. 1943 upphörde man med munblåsning vid bruket och under 1940-talet installerades de första helautomatiska glasblåsningsmaskinerna. Under 1940-talet gick man även över till gaseldning i ugnarna och från 1950-talet olja. 
Efter Gustaf Meijer övertogs glasbruket av hans son Emil Meijer 1942, men Emil omkom 1947 i en jaktolycka. I stället tog hans broder Albin Meijer över driften. Han ledde verksamheten fram till nedläggningen 1970.